# Akcija (fizika)
Ákcija (tudi napòr ali núja) je v fiziki kot skalarna količina atribut dinamike fizikalnega sistema in opisuje kako se je sistem spreminjal v času. Je matematični funkcional določena kot časovni integral Lagrangeeve funkcije {\displaystyle L\!\,} med začetno lego {\displaystyle x(t_{1})\!\,} v času {\displaystyle t_{1}\!\,} in izbrano končno lego {\displaystyle x(t_{2})\!\,} v času {\displaystyle t_{2}\!\,}:
{\displaystyle {\mathcal {S}}=\int _{t_{1}}^{t_{2}}L\left(x(t),{\frac {\mathrm {d} x(t)}{\mathrm {d} t}},t\right)\,\mathrm {d} t\!\,.}
Akcija je ena izmed osnovnih fizikalnih količin, ki je vključena v sodobno formulacijo večine osnovnih fizikalnih teorij na vseh osnovnih področjih fizike, hkrati pa ima velik pomen v teoretični fiziki. Morda je manj pomembna na sorazmerno bolj uporabnih področjih, čeprav se tudi tam pogosto uporablja. Enako se uporablja v kvantni, klasični in relativistični fiziki.
V Lagrangeevi formulaciji gibalnih enačb se poišče tir telesa tako, da se poišče takšno pot, pri kateri ima akcija {\displaystyle {\mathcal {S}}\!\,} stacionarno točko (minimum ali prevoj). Ta pogoj je znan kot načelo najmanjše akcije oziroma v drugi formulaciji kot Hamiltonovo načelo. V klasični mehaniki načelo najmanjše akcije predpostavlja, da fizikalni sistem vedno sledi poti z najmanjšo akcijo.
Akcija {\displaystyle {\mathcal {S}}\!\,} je funkcional (funkcija, definirana v prostoru matematičnih funkcij, v tem primeru {\displaystyle x(t)\!\,}.) Če delujejo konservativne sile, izbira razlike kinetične in potencialne energije za Lagrangeevo funkcijo privede do gibalnih enačb, enakovrednih Newtonovim zakonom gibanja. V splošnem ima akcija za različne poti različne vrednosti.
Razsežnost akcije je [energija] · [čas] ali [gibalna količina] · [dolžina]] ({\displaystyle ({\mathsf {L}}\cdot {\mathsf {M}}\cdot {\mathsf {T}}^{-1})\cdot {\mathsf {L}}\!\,}), njena izpeljana enota SI je joule · sekunda ({\displaystyle \mathrm {J} \cdot \mathrm {s} \!\,}), oziroma kilogram kvadratni meter na sekundo ({\displaystyle \mathrm {kg} \cdot \mathrm {m} ^{2}\cdot \mathrm {s} ^{-1}\!\,}). To je enaka enota kot za vrtilno količino in podobno kot za Planckovo konstanto {\displaystyle h\!\,}. V fizikalnem smislu je akcija faza kvantnega »verjetnostnega valovanja«, oziroma točneje, je sorazmerna s to fazo (zaradi drugačne razsežnosti v tradicionalnih sistemih fizikalnih enot (vključno s SI)): {\displaystyle {\mathcal {S}}=\hbar \varphi \!,} – s konstantnim razsežnostnim koeficientom Planckovo konstanto.
V kvantni mehaniki, v formuliranju teorije v smislu popotnih integralov, fizikalni sistem istočasno sledi vsem možnim potem, verjetnostna amplituda sledenja določeni poti pa je določena z akcijo te poti. Če je značilna akcija veliko večja od Planckove konstante, potem prevladuje amplituda klasične poti z najmanjšo akcijo – s tem kvantna mehanika postane klasična.
Če je akcija zapisana za nek sistem, potem to načeloma določa tako njegovo klasično obnašanje (torej obnašanje sistema v klasičnem približku) kot njegovo kvantno obnašanje. Prvi je prek načela najmanjše (stacionarne) akcije, drugi pa preko Feynmanovega popotnega integrala. Hkrati je sama akcija zapisana na enak način, v enaki obliki, tako za klasični kot za kvantni primer, zaradi česar je zelo priročno orodje (za kvantizacijo prek Feynmanovega integrala je načeloma potrebno le poznati akcijo, definirano za navadne klasične poti, torej zapisano na enak način kot za klasično rabo).

## Uvod
Hamiltonovo načelo pravi, da se lahko diferencialne enačbe gibanja za poljubni fizikalni sistem reformulirajo kot enakovredna integralska enačba. Zato obstajata dva različna pristopa za formuliranje dinamičnih modelov.
Ne velja le za klasično mehaniko enega telesa (delca), ampak tudi za klasična polja kot sta na primer elektromagnetno in gravitacijsko polje. Hamiltonovo načelo so razširili na kvantno mehaniko in kvantno teorijo polja – formulacija prek popotnega integrala kvantne mehanike še posebej rabi ta koncept, kjer fizikalni sistem naključno sledi eni od možnih poti, pri čemer je faza verjetnostne amplitude za vsako pot določena z zanjo ustrezno akcijo.

### Rešitev diferencialne enačbe
Empirični zakoni so pogosto izraženi kot diferencialne enačbe, ki opisujejo, kako se fizikalne količine, kot sta na primer lega in gibalna količina, nenehno spreminjajo s časom, prostorom ali njuno posplošitvijo. Glede na začetne in robne pogoje za razmere je »rešitev« teh empiričnih enačb ena ali več funkcij, ki opisujejo obnašanje sistema in se imenujejo enačbe gibanja.

### Minimizacija integrala akcije
Akcija je del alternativnega pristopa pri iskanju takih enačb gibanja. Klasična mehanika predpostavlja, da je pot, ki ji dejansko sledi fizikalni sistem, tista, za katero je akcija najmanjša ali na splošno stacionarna. Z drugimi besedami, akcija ustreza variacijskemu načelu – načelu najmanjše akcije (glej tudi spodaj). Akcija je definirana z integralom, klasične enačbe gibanja sistema pa je mogoče izpeljati z minimiziranjem vrednosti tega integrala.
To preprosto načelo zagotavlja globok vpogled v fiziko in je pomemben koncept v moderni teoretični fiziki.

## Variacija
{\displaystyle \Delta {\mathcal {S}}=\int _{t_{0}}^{t_{1}}\left(L(x+\Delta x,{\dot {x}}+\Delta {\dot {x}},t)-L(x,{\dot {x}},t)\right)\,\mathrm {d} t=\int _{t_{0}}^{t_{1}}\left({\frac {\partial L}{\partial x}}\Delta x+{\frac {\partial L}{\partial {\dot {x}}}}\Delta {\dot {x}}\right)\,\mathrm {d} t\!\,}
{\displaystyle \Delta {\mathcal {S}}=\int _{t_{0}}^{t_{1}}\left({\frac {\partial L}{\partial x}}\Delta x+{\frac {\mathrm {d} }{\mathrm {d} t}}{\frac {\partial L}{\partial {\dot {x}}}}\Delta {\dot {x}}\right)\ \mathrm {d} t\!\,.}
Pogoj za ekstrem akcije {\displaystyle {\mathcal {S}}\!\,} se lahko zapiše tudi s pogojem, da je variacija {\displaystyle {\mathcal {S}}\!\,} enaka nič {\displaystyle \Delta {\mathcal {S}}=0\!\,}:
{\displaystyle 0={\frac {\mathrm {d} }{\mathrm {d} t}}{\frac {\partial L}{\partial {\dot {x}}}}-{\frac {\partial L}{\partial {x}}}\!\,.}
Posplošitev na večrazsežni sistem je preprosta in se dobi sistem enačb po komponentah vektorja {\displaystyle {\vec {r}}=\left\langle x,y,z\right\rangle \!\,} in {\displaystyle {\vec {\dot {r}}}=\left\langle {\dot {x}},{\dot {y}},{\dot {z}}\right\rangle \!\,}.

### Zgled poševnega meta
V prostoru se definira funkcijo krajevnega vektorja {\displaystyle {\vec {r}}(t)\!\,}. Ob tem se uvede še sistem dveh funkciji in sicer funkcije kinetične energije {\displaystyle K({\vec {\dot {r}}})={\frac {m}{2}}\left({\dot {x}}^{2}+{\dot {y}}^{2}\right)\!\,} in funkcije potencialne energije {\displaystyle U({\vec {\dot {r}}})=-mg{\hat {y}}\!\,}. Ve se da bo funkcija najmanjše akcije tako enaka sistemu teh dveh funkciji (energij):
{\displaystyle L({\vec {r}},{\vec {\dot {r}}},t)={\frac {m}{2}}\left({\dot {x}}^{2}+{\dot {y}}^{2}\right)-mg{\hat {y}}\!\,.}
Predpostavi se naslednje: {\displaystyle m{\ddot {x}}=0\!\,}, {\displaystyle m{\ddot {y}}=-mg\!\,} (pospeška v {\displaystyle x\!\,} razsežnosti ni, na {\displaystyle y\!\,} vpliva le gravitacijski pospešek):
{\displaystyle x(t)=v_{x_{0}}t+x_{0},\qquad y(t)=v_{y_{0}}t-mg{\frac {t^{2}}{2}}+y_{0}\!\,.}
{\displaystyle x_{0}\!\,} in {\displaystyle y_{0}\!\,} predstavljata aditivni konstanti integracije.

## Zgodovina
Izraz akcija so sprva definirali na več načinov:
- Leibniz, Johann Bernoulli I. in Maupertuis so definirali akcijo za svetlobo kot integral njene hitrosti (ali inverzne hitrosti) vzdolž njene dolžine poti.
- Euler (in morda Leibniz) je definiral akcijo (imenoval jo je napor) za snovni delec kot integral njegove hitrosti vzdolž poti skozi prostor.
- Maupertuis je leta 1746 v enem članku Izpeljava zakonov gibanja in ravnovesja iz metafizičnega načela vpeljal več ad hoc in nasprotujočih definicij akcije kot potencialna energija, virtualna kinetična energija in kot mešanica količin, ki je zagotavljala ohranitev gibalne količine pri trkih.[6][7]

Maupertuis je v delih iz leta 1740(?) in 1741–1746 prvi oblikoval načelo najmanjše akcije za mehaniko in predlagal, da je to univerzalni naravni zakon, pri čemer je optiko (Fermatovo načelo (načelo najmanjšega časa)) pojasnjeval v smislu akcije (uporabil je tisto, kar se danes običajno imenuje okrajšana akcija). Bil je nagnjen k teološki razlagi tega načela, ki je po njegovem mnenju pričalo o določeni popolnosti sveta, katerega je ustvaril bog. Izhajal je iz prepričanja, da naj bi narava služila nekemu namenu in naj bi vse naredila s čim manjšim naporom. Načelo naj bi bilo zelo splošno in naj bi povezovalo vse dele fizike. Zato ga je poskušal uporabiti za kar se da različne primere.
Še v času Maupertuisovega življenja je ta njegova dela podpiral in razvijal Euler, ki je razvil tudi variacijski račun in ta je omogočil najučinkovitejšo realizacijo prednosti načela.
Lagrange je nato v Analitični mehaniki (Mécanique analytique), objavljeni leta 1788, razvil uporabo načela najmanjše akcije v mehaniki z uporabo variacijskega računa in uvedbo posplošenih koordinat. Leta 1795 je predstavil tudi metodo nedoločenih multiplikatorjev, ki omogoča bistveno izboljšanje uporabe načela najmanjše akcije pri problemih z vezmi.
Akcijo za hitro premikajoče se (»relativistične«) delce so popravili (v primerjavi s staro newtonsko-lagrangeevo različico, katere obseg so gibanja, veliko manjša od svetlobne hitrosti) na začetku 20. stoletja. Najprej je to izrecno javno izvedel Planck leta 1907. V zvezi s tem se lahko omeni tudi dela Minkowskega (1907) in Borna (1909). Za prosti točkasti delec je imel obliko intervala (dolžine – lastnega časa – v prostor-času Minkowskega) vzdolž svetovnice (prostorskočasovni trajektoriji) delca z nasprotnim predznakom, kar je nadomestilo običajni newtonovski izraz v mehaniki hitrih delcev. Zato načelo najmanjše akcije za relativistične delce vodi do največjega možnega lastnega časa vzdolž trajektorije.

## Matematična definicija
Izraženo v matematičnem jeziku z uporabo variacijskega računa, razvoj fizičnega sistema (tj. kako sistem dejansko napreduje iz enega stanja v drugega) ustreza stacionarni točki (običajno minimumu) akcije.
V fiziki se pogosto uporablja več različnih definicij »akcije«. Akcija je običajno časovni integral. Kadar pa se akcija nanaša na polja, se lahko integrira tudi prek prostorskih spremenljivk. V nekaterih primerih se akcija integrira vzdolž poti, ki ji sledi fizikalni sistem.
Akcija je običajno predstavljena kot časovni integral, ki poteka vzdolž poti sistema med začetnim časom in končnim časom razvoja sistema:
{\displaystyle {\mathcal {S}}=\int _{t_{1}}^{t_{2}}L\left(x(t),{\dot {x}}(t),t\right)\,\mathrm {d} t\!\,.}
Tu se integrand {\displaystyle L\!\,} imenuje Lagrangeeva funkcija, {\displaystyle {\dot {x}}(t)\!\,} pa je časovni odvod po {\displaystyle x(t)\!\,}. Da je integral akcije dobro definiran, mora biti pot časovno in prostorsko omejena.

## Akcija v klasični fiziki
V klasični fiziki ima izraz »akcija« več pomenov.
Z izpeljavo enačb gibanja s primerno izbiro koordinat (v splošnem nekartezičnih) in z uporabo metode nedoločenih Lagrangeovih množiteljev je enostavno dobiti v priročni obliki enačbe gibanja za sisteme z vezmi, včasih brez reakcij vezi (kar lahko precej poenostavi enačbe).
Opozoriti je treba, da kljub vsej svoji osnovni pomembnosti koncept akcije ne zajema nekaterih primerov makroskopske mehanike – na primer, ne dovoljuje zapisati akcije v primeru prisotnosti poljubnih disipativnih sil in s tem ne dovoljuje uporabe načela najmanjše akcije za njihov opis.
Klasična akcija je z modernega vidika količina, ki je sorazmerna s fazo kvantne valovne funkcije ustreznega delca ali sistema (v resnici je to faza, le merjena v drugih enotah, prav tako ni znan sorazmernostni koeficient znotraj klasične mehanike – to je v bistvu kvantna količina, z vidika klasične mehanike je pomembno le, da je zelo majhna). Sama klasična mehanika je kratkovalovna meja kvantne mehanike in jo je mogoče pridobiti iz nje s prehodom {\displaystyle \hbar /{\mathcal {S}}\rightarrow 0\!\,}

### Akcija (funkcional)
Najpogosteje se izraz uporablja za funkcional {\displaystyle {\mathcal {S}}\!\,}, ki ima za argument funkcijo časa in (za polja) prostora, in vrne skalar. V klasični mehaniki je vhodna funkcija evolucija {\displaystyle \mathbf {q} (t)\!\,} sistema med dvema časoma {\displaystyle t_{1}\!\,} in {\displaystyle t_{2}\!\,}, kjer {\displaystyle \mathbf {q} \!\,} predstavlja posplošene koordinate. Akcija {\displaystyle {\mathcal {S}}[\mathbf {q} (t)]\!\,} je definirana kot integral Lagrangeeve funkcije {\displaystyle L\!\,} za vhodno evolucijo med časoma:
{\displaystyle {\mathcal {S}}[\mathbf {q} (t)]=\int _{t_{1}}^{t_{2}}L(\mathbf {q} (t),{\dot {\mathbf {q} }}(t),t)\,\mathrm {d} t\!\,,}
kjer sta končni točki evolucije fiksni in definirani kot {\displaystyle \mathbf {q} _{1}=\mathbf {q} (t_{1})\!\,} in {\displaystyle \mathbf {q} _{2}=\mathbf {q} (t_{2})\!\,}. Po Hamiltonovem načelu je prava evolucija {\displaystyle \mathbf {q} _{\rm {p}}(t)\!\,} takšna evolucija, za katero je akcija {\displaystyle {\mathcal {S}}[\mathbf {q} (t)]\!\,} stacionarna (minimum, maksimum, prevoj ali sedlasta točka). To načelo vodi do enačbe gibanja v Lagrangeevi mehaniki.

### Okrajšana akcija (funkcional)
Tudi okrajšana akcija je funkcional. Običajno je označena kot {\displaystyle {\mathcal {S}}_{0}\!\,}. Tukaj je vhodna funkcija pot, ki ji sledi fizikalni sistem, ne glede na njegovo parametrizacijo po času. Pot planetnega tira je na primer elipsa, pot delca v konstantnem gravitacijskem polju pa parabola – v obeh primerih pot ni odvisna od tega kako hitro telo prečka pot. Okrajšana akcija {\displaystyle {\mathcal {S}}_{0}\!\,} je definirana kot integral posplošenih gibalnih količin vzdolž poti v posplošenih koordinatah:
{\displaystyle {\mathcal {S}}_{0}=\int \mathbf {p} \cdot \mathrm {d} \mathbf {q} =\int p_{i}\,\mathrm {d} q_{i}\!\,.}
Konkretno povedano je to:
{\displaystyle {\mathcal {S}}_{0}=\int _{t_{1}}^{t_{2}}\mathbf {p} (t)\cdot {\dot {\mathbf {q} }}(t)\,\mathrm {d} t=\int _{t_{1}}^{t_{2}}p_{i}(t)\,{\frac {\mathrm {d} q_{i}(t)}{\mathrm {d} t}}\,\mathrm {d} t\!\,.}
V skladu z Maupertuisovim načelom je prava pot takšna pot pri kateri je okrajšana akcija {\displaystyle {\mathcal {S}}_{0}\!\,} stacionarna.

### Hamiltonova glavna funkcija
Hamiltonova glavna funkcija {\displaystyle S=S(q,t;q_{0},t_{0})\!\,} je dobljena iz funkcionala akcije {\displaystyle {\mathcal {S}}\!\,} s fiksiranjem začetnega časa {\displaystyle t_{0}\!\,} in začetne končne točke {\displaystyle q_{0}\!\,}, pri čemer se zgornja časovna omejitev {\displaystyle t\!\,} in druga končna točka {\displaystyle q\!\,} spreminjata. Hamiltonova glavna funkcija zadošča Hamilton-Jacobijevi enačbi, formulaciji klasične mehanike. Zaradi podobnosti s Schrödingerjevo enačbo Hamilton-Jacobijeva enačba zagotavlja verjetno najbolj neposredno povezavo s kvantno mehaniko.

### Hamiltonova karakteristična funkcija
Ko se polna energija {\displaystyle E\!\,} ohrani, je Hamilton-Jacobijevo enačbo mogoče rešiti z aditivno ločitvijo spremenljivk:
{\displaystyle S(q_{1},\dots ,q_{N},t)=W(q_{1},\dots ,q_{N})-E\cdot t\!\,,}
kjer se časovno odvisna funkcija {\displaystyle W(q_{1},q_{2},\dots ,q_{N})\!\,} imenuje Hamiltonova karakteristična funkcija. Fizikalni pomen te funkcije se razume tako, da se vzame njen skupni časovni odvod:
{\displaystyle {\frac {\mathrm {d} W}{\mathrm {d} t}}={\frac {\partial W}{\partial q_{i}}}{\dot {q}}_{i}=p_{i}{\dot {q}}_{i}\!\,.}
To se lahko integrira, kar da:
{\displaystyle W(q_{1},\dots ,q_{N})=\int p_{i}{\dot {q}}_{i}\,\mathrm {d} t=\int p_{i}\,\mathrm {d} q_{i}\!\,,}
in kar je ravno okrajšana akcija.

### Druge rešitve Hamilton-Jacobijevih enačb
Hamilton-Jacobijeve enačbe se pogosto rešujejo z aditivno ločitvijo spremednljivk – v nekaterih primerih se posamezni členi rešitve, npr. {\displaystyle S_{k}(q_{k})\!\,}, tudi imenujejo »akcija«

### Akcija posplošene koordinate
To je ena sama spremenljivka {\displaystyle J_{k}\!\,} v koordinatah akcija-kot, definirana z integracijo ene posplošene gibalne količine okrog sklenjene poti v faznem prostoru, ki ustreza vrtenju ali nihajočemu gibanju:
{\displaystyle J_{k}=\oint p_{k}\,\mathrm {d} q_{k}\!\,.}
Spremenljivka {\displaystyle J_{k}\!\,} se imenuje »akcija« posplošene koordinate {\displaystyle q_{k}\!\,} – ustrezna kanonična konjugirana spremenljivka z {\displaystyle J_{k}\!\,}, je njen »kot« {\displaystyle w_{k}\!\,}, zaradi razlogov, podrobneje opisanih v članku o koordinatah akcija-kot. Integracija je samo nad eno spremenljivko {\displaystyle q_{k}\!\,} in se zato razlikuje od integriranega skalarnega produkta v zgornjem integralu okrajšane akcije. Spremenljivka {\displaystyle J_{k}\!\,} je enaka spremembi {\displaystyle S_{k}(q_{k})\!\,}, ko se {\displaystyle q_{k}\!\,} spreminja okrog sklenjene poti. Za več zanimivih fizikalnih sistemov je {\displaystyle J_{k}\!\,} konstanta ali pa se spreminja zelo počasi – zato se pogosto uporablja v izračunih motenj in pri določanju adiabatskih invariant.

### Akcija za hamiltonski tok
Glej tavtološka ena-forma (Liouvillova forma).

## Euler-Lagrangeeve enačbe
V Lagrangeevi mehaniki je zahteva, da je integral akcije stacionaren pod majhnimi motnjami, enakovredna nizu diferencialnih enačb (imenovanih Euler-Lagrangeeve enačbe), ki jih je mogoče dobiti z uporabo variacijskega računa.

## Načelo akcije

### Klasična polja
Načelo akcije se lahko razširi, da se dobijo enačbe gibanja za polja, kot sta elektromagnetno ali gravitacijsko polje.
Za newtonovsko teorijo gravitacije se lahko akcija zapiše kot:
{\displaystyle {\mathcal {S}}={\frac {1}{16\pi \kappa }}\int (\nabla \varphi )^{2}\,\mathrm {d} x\,\mathrm {d} y\,\mathrm {d} z\,\mathrm {d} t+{\mathcal {S}}_{m}\!\,,}
kjer je {\displaystyle {\mathcal {S}}_{m}\!\,} akcija »snovi«, torej vse razen gravitacije, {\displaystyle \nabla \varphi \!\,} je trirazsežni gradient gravitacijskega potenciala (kar pomeni neskončno hitrost širjenja gravitacijske sile). Ta količina očitno ni Lorentzeva invarianta, zato se jo lahko, tako kot vso klasično mehaniko, razširi – približno – na primer počasnega gibanja (v primerjavi s svetlobno hitrostjo) in ne zelo močnih gravitacijskih polj (čeprav zato, ker bodo močna polja na splošno pospešila telesa do velikih hitrosti). Obstaja veliko teorij, ki so na tak ali drugačen način popravile to akcijo, da bi postala Lorentzeva invarianta (glej alternative splošni teoriji relativnosti), vendar je večina od njih zdaj le zgodovinskega pomena ali obratno, še niso dokazale svojih prednosti znanstveni skupnosti. Tudi nekatere obetavne teorije za opisovanje gravitacije (čeprav tudi precej daleč od končne potrditve), kot je na primer teorija strun in njene posplošitve, so prav tako precej kompleksne in ne zajemajo samo gravitacije, zato si zaslužijo ločeno obravnavo.
Einsteinove enačbe polja uporabljajo Einstein-Hilbertovo akcijo, ki jo omejuje variacijsko načelo.
Variacijski načelo omogoča rešitev problema z uporabo variacijskega računa, nanašujočega se na iskanje funkcij, ki optimizirajo vrednosti količin, odvisnih od teh funkcij. Na primer, problem določanja oblike viseče verige, obešene na obeh koncih – verižnice – je mogoče rešiti z uporabo variacijskega računa. V tem primeru je rešitev funkcija, ki minimizira gravitacijsko potencialno energijo verige.
Trajektorijo (pot v prostor-času) telesa v gravitacijskem polju se lahko najde z načelom akcije. Za prosto padajoče telo je ta trajektorija geodetka.
Za glavno (nekvantno) teorijo gravitacije sodobne fizike, splošno teorijo relativnosti velja Einstein-Hilbertova akcija:
{\displaystyle {\mathcal {S}}={\frac {1}{16\pi \kappa }}\int R{\sqrt {-g}}\,\mathrm {d} ^{4}x+{\mathcal {S}}_{m}\!\,,}
kjer je {\displaystyle \kappa \!\,} gravitacijska konstanta, {\displaystyle R=R_{\mu }^{\mu }\!\,} skalarna ukrivljenost (Riccijev skalar) prostor-časa, {\displaystyle g=|g_{\mu \nu }|\!\,} determinanta matrike komponent metričnega tenzorja, {\displaystyle {\mathcal {S}}_{m}\!\,} pa akcija negravitacijskih polj (masivnih delcev,  elektromagnetnega polja itn.).
S spreminjanjem te akcije vzdolž prostorsko-časovne metrike {\displaystyle g_{ij}\!\,} (ki igra vlogo gravitacijskega potenciala, to je spremenljivk polja v tej teoriji), se Einsteinove enačbe polja (včasih imenovane tudi Einstein-Hilbertove enačbe polja) dobijo v obliki:
{\displaystyle R_{\mu \nu }-{\frac {R}{2}}g_{\mu \nu }={\frac {8\pi \kappa }{c^{4}}}T_{\mu \nu }\!\,}
Tako jih je leta 1915 prvič zapisal Hilbert, Einstein pa je šel po drugačni poti.
Člen enačbe, ki opisuje vir gravitacijskega polja (desna stran), je v tem primeru dobljen zaradi metrike {\displaystyle g_{\mu \nu }\!\,}, vzdolž katere se izvaja variacija, ki je vključena tudi v {\displaystyle {\mathcal {S}}_{m}=\int {\mathcal {L}}{\sqrt {-g}}\,\mathrm {d} ^{4}x\!\,} vsaj prek faktorja {\displaystyle {\sqrt {-g}}\!\,}, vključenega v izrazu za (štirirazsežni) prostorninski element (tukaj je {\displaystyle {\mathcal {L}}\!\,} je gostota Lagrangeeve funkcije za »snov« – to je vsa negravitacijska polja, in {\displaystyle T_{\mu \nu }\!\,} njihov tenzor energije in gibalne količine).
Akcijo za gravitacijsko polje splošne teorije relativnosti je mogoče prepisati tudi v drugi obliki, enakovredni tej, razen robnih pogojev (in če so robni pogoji iz nekega razloga nastavljeni na nič, potem v popolnoma enakovredni obliki) in ki pod integralom namesto tenzorja ukrivljenosti vsebuje konstrukcijo iz {\displaystyle \Gamma _{\mu \nu }^{\lambda }\!\,}, ki se jo lahko interpretira kot kvadrat jakosti gravitacijskega polja – to je v podobni obliki, kot je akcija enostavnejših, skalarnih in vektorskih polj, kot je elektromagnetno.
Dopolnitev zgornje akcije z izrazom {\displaystyle \int \Lambda {\sqrt {-g}}\,\mathrm {d} ^{4}x\!\,} se dobijo Einsteinove enačbe polja s členom {\displaystyle \Lambda \!\,}:
{\displaystyle R_{\mu \nu }-{\frac {R}{2}}g_{\mu \nu }+\Lambda g_{\mu \nu }={\frac {8\pi \kappa }{c^{4}}}T_{\mu \nu }\!\,.}
Popolnoma zadovoljiva kvantna teorija gravitacije, kolikor je znano, trenutno ne obstaja. Vendar številne teorije, ki lahko bolj ali manj zahtevajo to vlogo, dajejo običajno učinkovito Einstein-Hilbertovo akcijo v nizkoenergijski meji.

### Ohranitveni zakoni
Posledice simetrij v fizikalnem stanju je mogoče najti z načelom akcije, skupaj z Euler-Lagrangeevimi enačbami, ki izhajajo iz njega. Zgled je izrek Noetherjeve, ki pravi, da vsaki zvezni simetriji v fizikalnem stanju ustreza ohranitveni zakon (in obratno). Ta globoka povezanost zahteva predpostavko načela akcije.

### Kvantna mehanika in kvantna teorija polja
V kvantni mehaniki sistem ne sledi eni sami poti, katere akcija je stacionarna, ampak je njegovo obnašanje odvisno od vseh dovoljenih poti in vrednosti njihove akcije. Akcija, ki ustreza različnim potem, se uporabi za izračun popotnega integrala, kar daje verjetnostne amplitude različnih izidov.
Čeprav je v klasični mehaniki enakovredno Newtonovim zakonom gibanja, je načelo akcije primernejše za posplošitve in igra pomembno vlogo v moderni fiziki. Dejansko je to načelo ena od velikih posplošitev v fizikalni znanosti. Najbolje se ga razume v kvantni mehaniki, zlasti v formulaciji Feynmanovega popotnega integrala, kjer izhaja iz destruktivne interference kvantnih amplitud.
Tudi Maxwellove enačbe je mogoče izpeljati kot pogoje stacionarne akcije.

### Posamezni relativistični delec
Kadar so relativistični učinki pomembni, je akcija točkastega delca z maso {\displaystyle m\!\,}, ki potuje po svetovnici {\displaystyle C\!\,}, parametrizirana z lastnim časom {\displaystyle \tau \!\,}:
{\displaystyle S=-mc^{2}\int _{C}\,\mathrm {d} \tau \!\,.}
Če je namesto tega delec parametriran s koordinatnim časom {\displaystyle t\!\,} in se koordinatni čas giblje od {\displaystyle t_{1}\!\,} do {\displaystyle t_{2}\!\,}, potem ima akcija obliko:
{\displaystyle S=\int _{t{1}}^{t_{2}}L\,\mathrm {d} t\!\,,}
kjer je Lagrangeeva funkcija enaka:
{\displaystyle L=-mc^{2}{\sqrt {1-{\frac {v^{2}}{c^{2}}}}}\!\,.}

### Moderne razširitve
Načelo akcije je mogoče še bolj posplošiti. Ni nujno na primer, da je akcija integral, ker so možne nekrajevne akcije. Ni nujno tudi, da je konfiguracijski prostor funkcijski prostor, glede na določene značilnosti, kot je na primer nekomutativna geometrija. Vendar je treba fizikalno osnovo za te matematične razširitve še eksperimentalno vzpostaviti.